# Muzeum Svatopluka Čecha a Jarmily Novotné
Muzeum Svatopluka Čecha a Jarmily Novotné sídlí v Litni, v Sadech Svatopluka Čecha.

## Popis a architektonická hodnota
Objekt je příkladem farního areálu s hospodářským zázemím z 19. století. Vzhled je velmi utilitární. Budova připomíná nádražní architekturu Rakousko-Uherska.

## Historie

### Historie fary a budovy čp. 2
Přízemní budova bývalé fary je situována v Sadech Svatopluka Čecha v Litni ( v ulici Pode Zděmi čp. 2, na pozemku p.č. 550 o výměře 959 m³), západně od brány zámku a jižně od kostela sv. Petra a Pavla.
Na pozemku jižně směrem k Náměstí ve dvoře fary jsou další 2 hospodářské budovy (chlév a kolna), ke kterým je přístup branou v západní části ohradní zdi.
Původní fara stála západně proti hlavnímu vchodu kostela sv. Petra a Pavla. V roce 1639 byla spolu s kostelem vypálena Švédy a nebyla obnovena. V letech 1867–1868 byla na místě vypálené fary postavena jednopatrová budova školy později rozšiřovaná až do současné podoby. Proto bylo působiště faráře již v 70. letech 18. století umístěno do zchátralého domu po Bernardu Rumplerovovi, který po jeho smrti přešel do majetku vrchnosti. Po roce 1782 dosáhl administrátor Weibert převodu domu na farnost a v roce 1795 příspěvku vrchnosti na částečnou opravu domu. Pro přetrvávající technické nedostatky byla budova v roce 1882 prohlášena okresním hejtmanstvím v Hořovicích za nebezpečnou k obývání. Po osmi letech byla na místě tohoto domu od 30. 6. 1889 do dubna 1890 s finančním přispěním majitele panství a patrona farnosti Josefa Šebestiána Daubka postavena nová fara, do které se 24. 4. 1890 liteňský farář přestěhoval. V roce 1892 byla k faře ve dvoře postavena kolna a chlév. Bývalá liteńská fara s ohradní zdí je zapsána v Ústředním seznamu kulturních památek České republiky pod rejstříkovým číslem 17336/2-344 s účinností od 3. 5. 1958.

### O novou liteňskou faru se zasloužili
V liteňské farnosti působili v 19. století dva významní obrozenečtí kněží: na budově fary je osazena pamětní deska připomínající působení Václava Beneše Třebízského jako kaplana v liteňské farnosti od 28. července 1875 do listopadu 1875, tedy v původní budově fary v Rumplerově domě. Název liteňské školy Základní škola Františka Josefa Řezáče v Litni a pamětní deska u jejího vchodu připomíná liteňského faráře od 23. 12. 1865 (fakticky od 31. 1. 1866) a reformátora školství Františka Josefa Řezáče a jeho zásluhy zřízení liteňské školy. Zasloužil se i o stavbu nové farní budovy, ale jejího zahájení a dokončení se nedožil. Na úřad faráře rezignoval v roce 1879 a 25. 12. 1879 zemřel. Prvním farářem v budově nově postavené fary byl Řezáčův nástupce v úřadu liteňského faráře P. František Havlíček (v úřadu faráře od 3. 12. 1879 do 23. 10. 1891). Havlíčkův nástupce P. Josef Kreisinger (farářem od 18. 2. 1892) z farních kronik a dalších dokumentů sepsal a vlastním nákladem vydal knihu Liteň a přifařené k ní obce. Zde podrobně popisuje posloupnost duchovních správců v Litni a okolnosti výstavby fary. Posledním farářem liteňské farnosti byl P. Stanislav Nováček, po jehož smrti (1995) už v Litni další farář nepůsobil a od roku 1996 je Liteń v obvodu Římskokatolické farnosti v Řevnicích. V letech 1995–2004 byla budova fary nevyužitá.

## Zaměření muzea
Od 5. 6. 2004 je v budově bývalé fary umístěno Muzeum Svatopluka Čecha a Jarmily Novotné. Muzeum obsahově navazuje na původní muzejní expozici umístěnou v letech 1964–2001 v Čechovně zaměřenou pouze na osobnost Svatopluka Čecha.
Kromě fotografií a kopií dokumentů jsou zde instalovány i předměty a mobiliář z pozůstalosti liteňských osobností a liteňského zámku. Expozice muzea se člení na tři části:
- První část je věnována životu a dílu pěvkyně Jarmily Novotné.
- Druhá část připomíná historii Litně, liteňského panství, zámku a jeho majitelů.
- Třetí část je věnována seznamuje návštěvníky s osudy a dílem dalších osobností spojených s Litní.[13]

Muzeum veřejnosti prezentuje témata:
- Jarmila Novotná – světoznámá česká pěvkyně, manželka Jiřího Daubka[14]
- Zámek Liteň a velkostatek, jeho rozvoj v druhé polovině 19. století a první lihovarnická škola v Čechách a v Předlitavsku založená 1883. Úroveň školy dokládá, že její zakladatel Josef Šebestián Daubek[15] spolupracoval s profesorem Karlem Kruisem, profesorem kvasné chemie a fotografie na pražské polytechnice, průkopníkem mikrofotografie pod UV světlem a autorem patentu na lisované droždí z cukrové řepy, který po roce 1881 v Litni působil a v lihovaru prováděl výzkum.[16] Liteňské panství bylo od 80. let 19. století místem, kam jeho majitel Josef Šebestián Daubek pravidelně zval významné i začínající umělce[17][18] a podporoval je zadáváním uměleckých zakázek.[19]
- Svatopluk Čech vynikající český spisovatel, básník a cestovatel pobývající v letech 1852–1856 v Litni. Jeho otec František Jaroslav Čech (1817 Peruc – 1877 Slupka, Bukovina), hospodářský správce a český vlastenec[20] byl správcem liteňského panství. Populární básnická sbírka Svatopluka Čecha Ve stínu lípy[21] je inspirována Litní a jejími obyvateli. Umístění muzea je symbolicky vzdáleno jen několik metrů od místa již zaniklé Lípy Svatopluka Čecha, pod kterou se v jeho sbírce Ve stínu lípy scházejí a besedují sousedé.

- František Josef Řezáč liteňský farář a významný reformátor školství, iniciátor založení školy v Litni. Navrhoval reformu vězeňství založenou na názoru, že vězni ve věznicích by neměli být trestáni, ale napravováni.
- Historie Litně od první zmínky v roce 1195
- Václav Beneš Třebízský obrozenecký kněz narodil v Třebízi, který byl kaplanem na liteňské faře
- Otomar Pravoslav Novák vynikající český paleontolog, přímý žák Joachima Barranda.
- Národopisná výstava českoslovanská se konala v roce 1895. Autorem plakátu výstavy je Vojtěch Hynais. Vystavovaly se například kroje, lidové stavby apod.. Vzhledem k dešti byla oproti očekávání návštěvnost v prvních dnech byla jen 60 000 divákům.

## Služby veřejnosti a publicita muzea
Muzeum je veřejnosti přístupné celoročně o víkendech a svátcích od 10.00 do 17.00 hodin. Návštěvníkům je umožněna prohlídka s dětskými kočárky, se psy na vodítku (případně s náhubkem). Muzeum nabízí vlastní turistickou známku č. 1580. Severně od budovy fary v Sadech Svatopluka Čecha je pomník Svatopluka Čecha. Muzeum je od roku 2013 jedním ze zastavení Naučné stezky Liteň, která tématy svých zastavení navazuje na muzejní expozici. V parku u pomníku jsou tři informační panely Naučné stezky Liteň seznamující návštěvníky s muzeem, osobnostmi Svatopluka Čecha a Jarmily Novotné. Návštěva muzea v rámci výletu do Litně je veřejností vnímána jako zajímavá pro poznávací aktivity ve volném čase.

## Galerie

### Budovy fary a muzea v Sadech Svatopluka Čecha

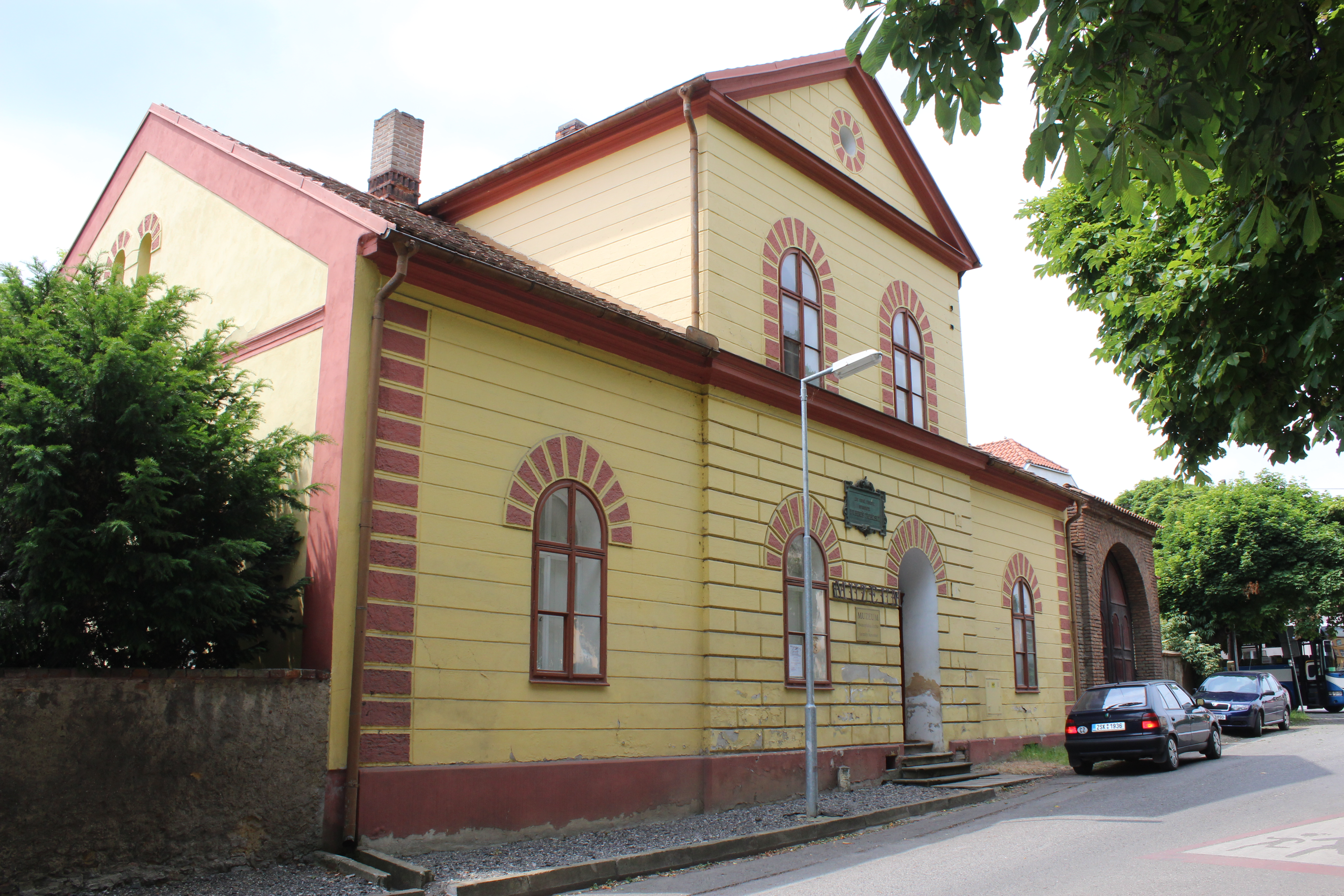
Muzeum ze Sadů Svatopluka Čecha
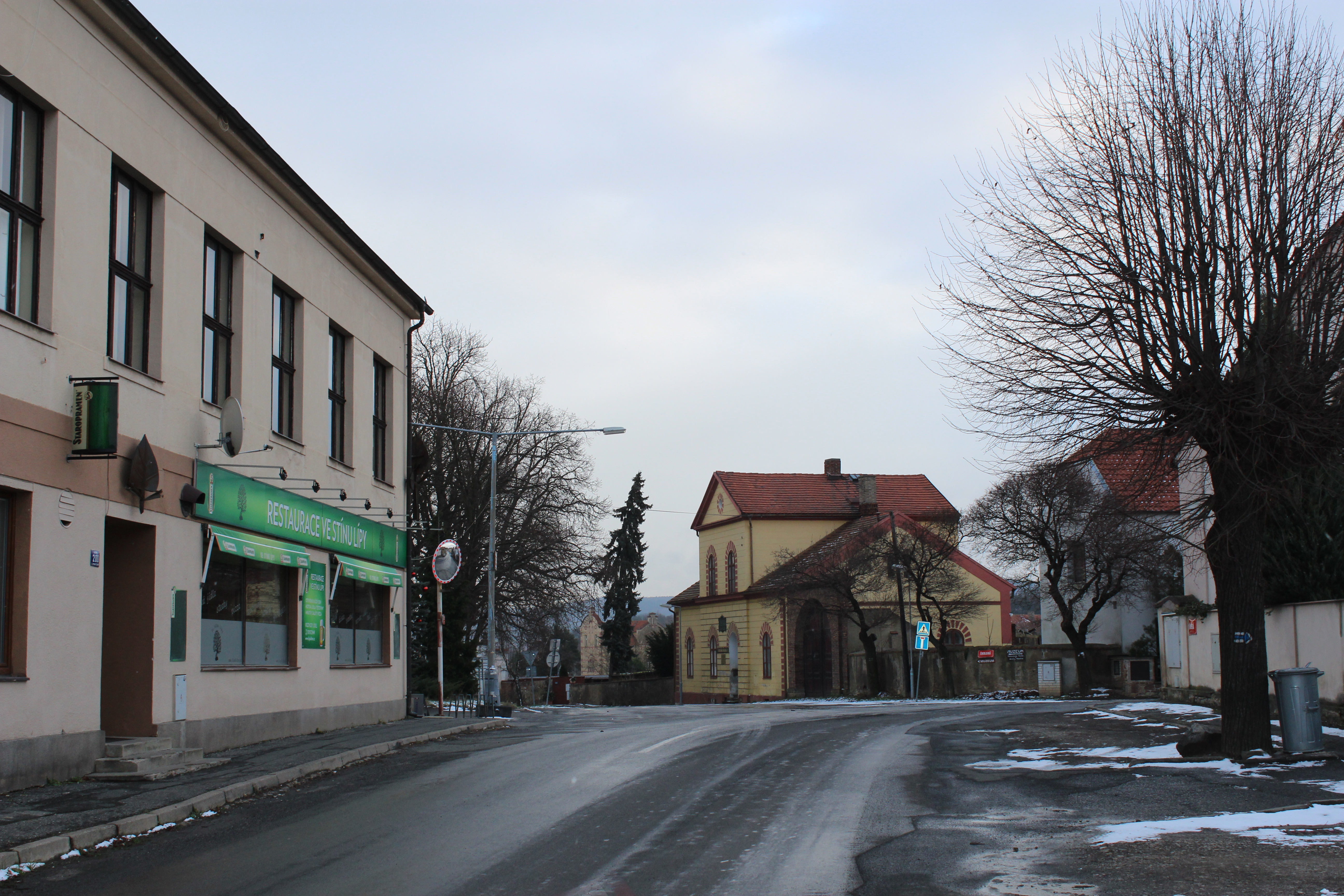
Muzeum ze západu z Měňanské ulice
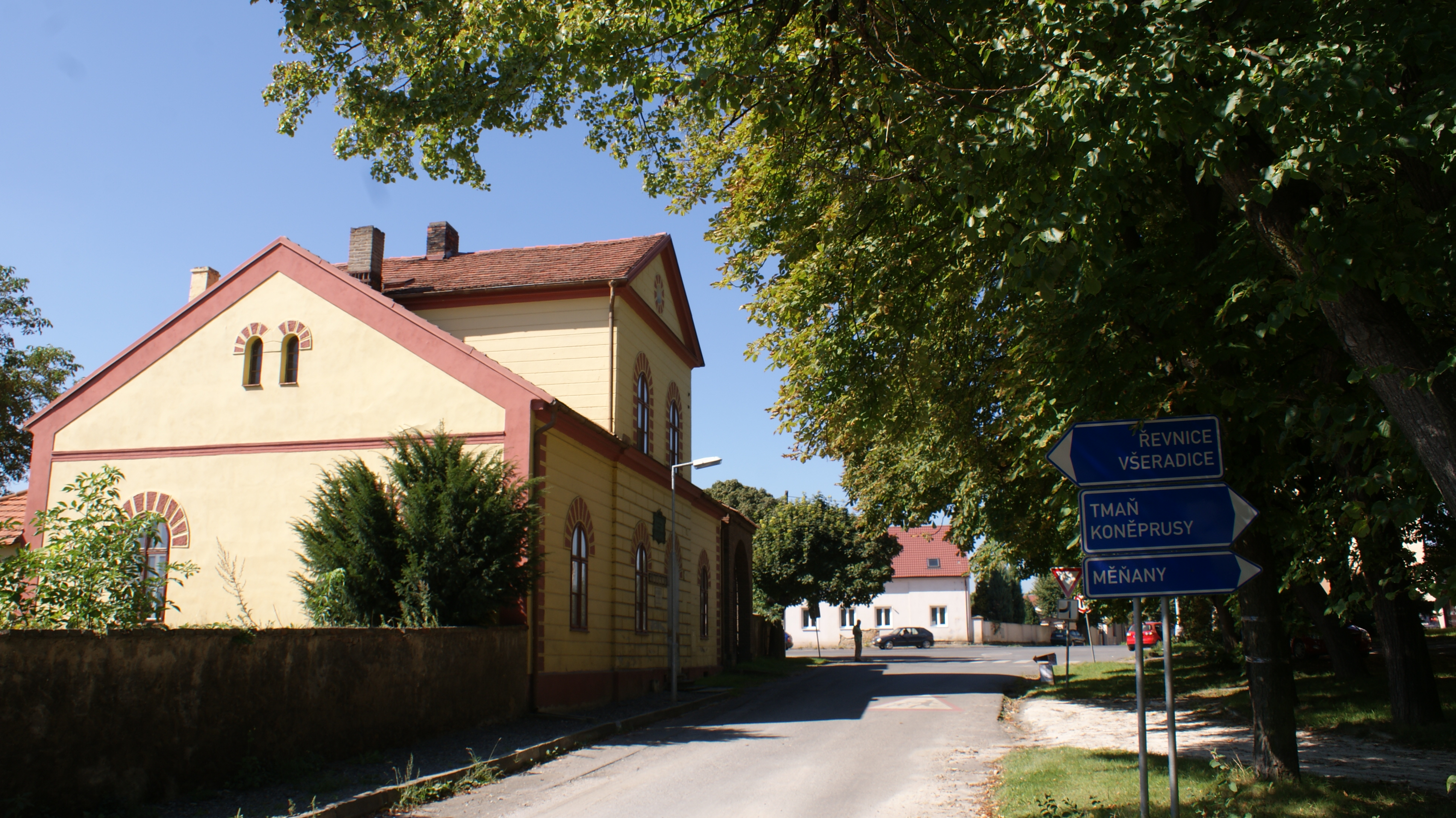
Muzeum od zámku
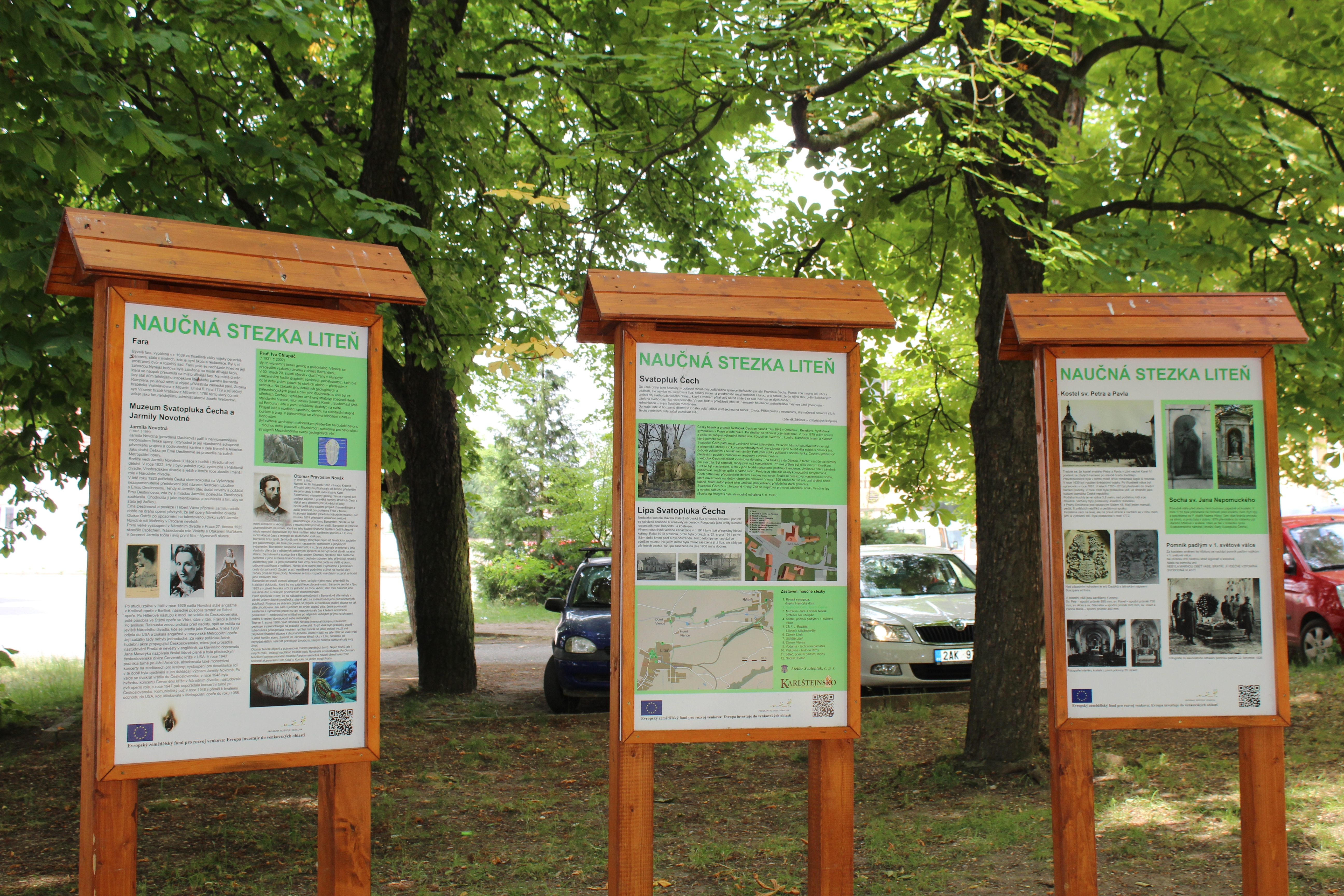
Informační panely Naučné stezky Liteň v Sadech Svatopluka Čecha
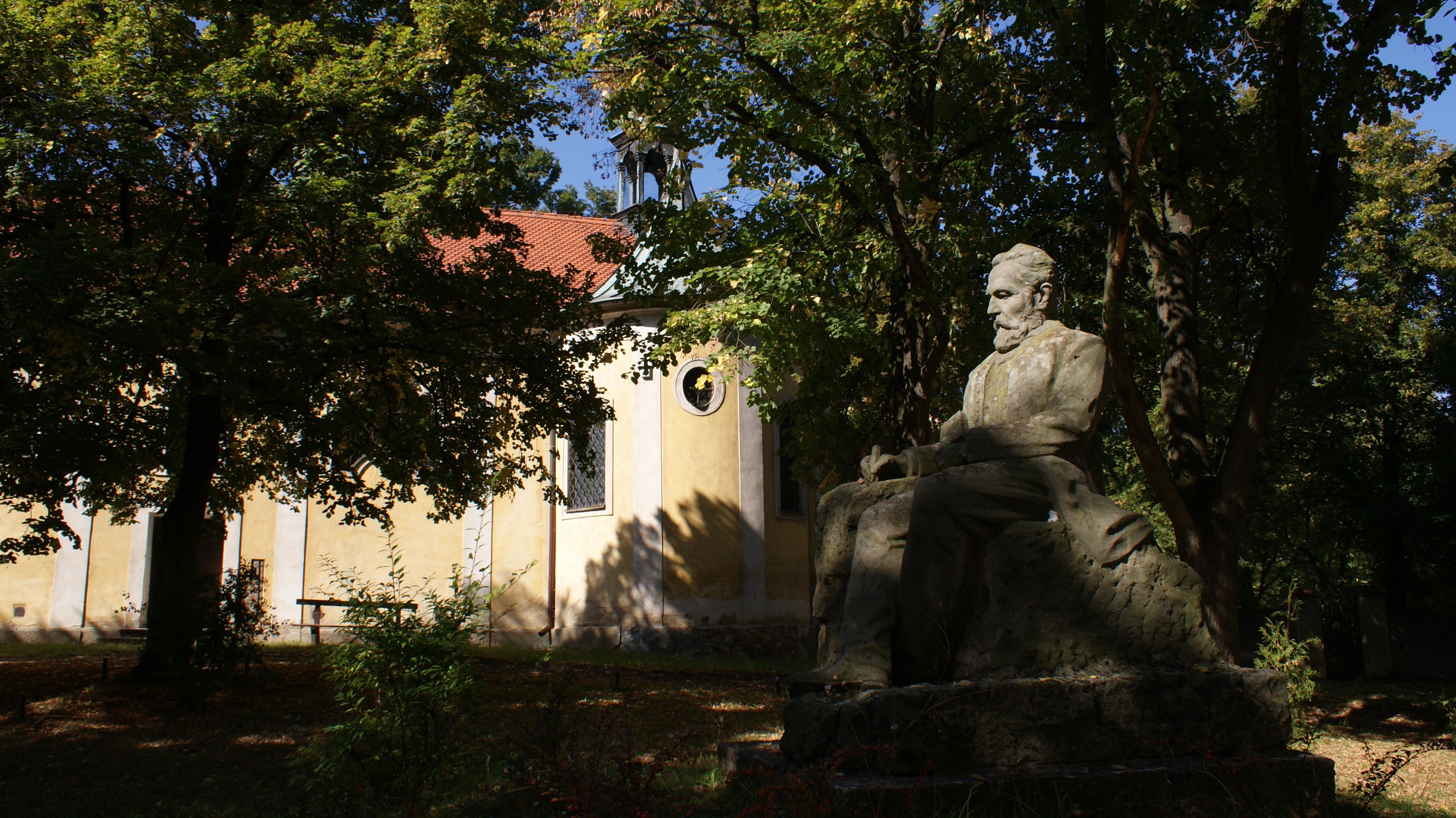
Pomník Svatopluka Čecha v parku mezi muzeem a kostelem sv. Petra a Pavla
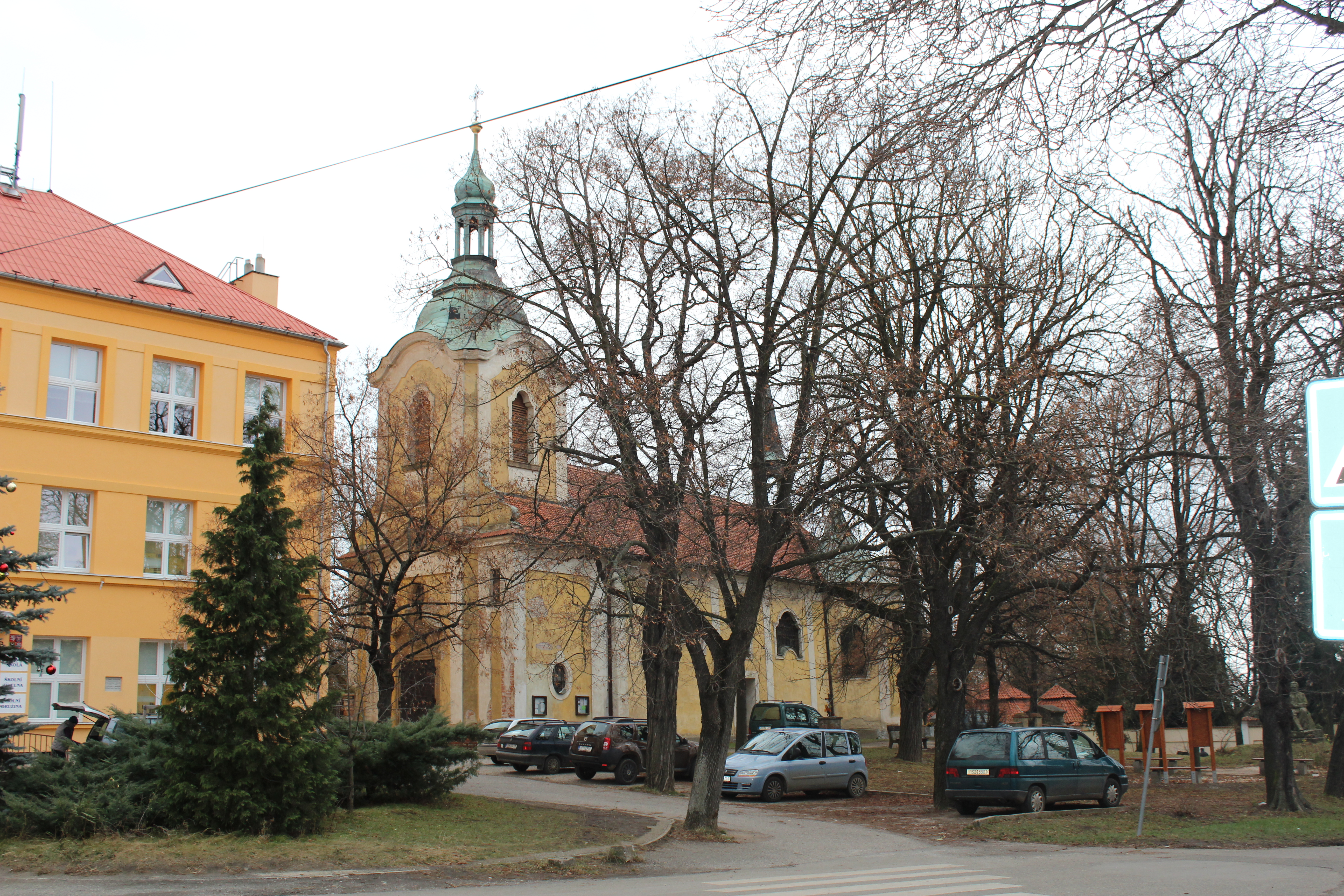
Kostel sv. Petra a Pavla v Sadech Svatopluka Čecha
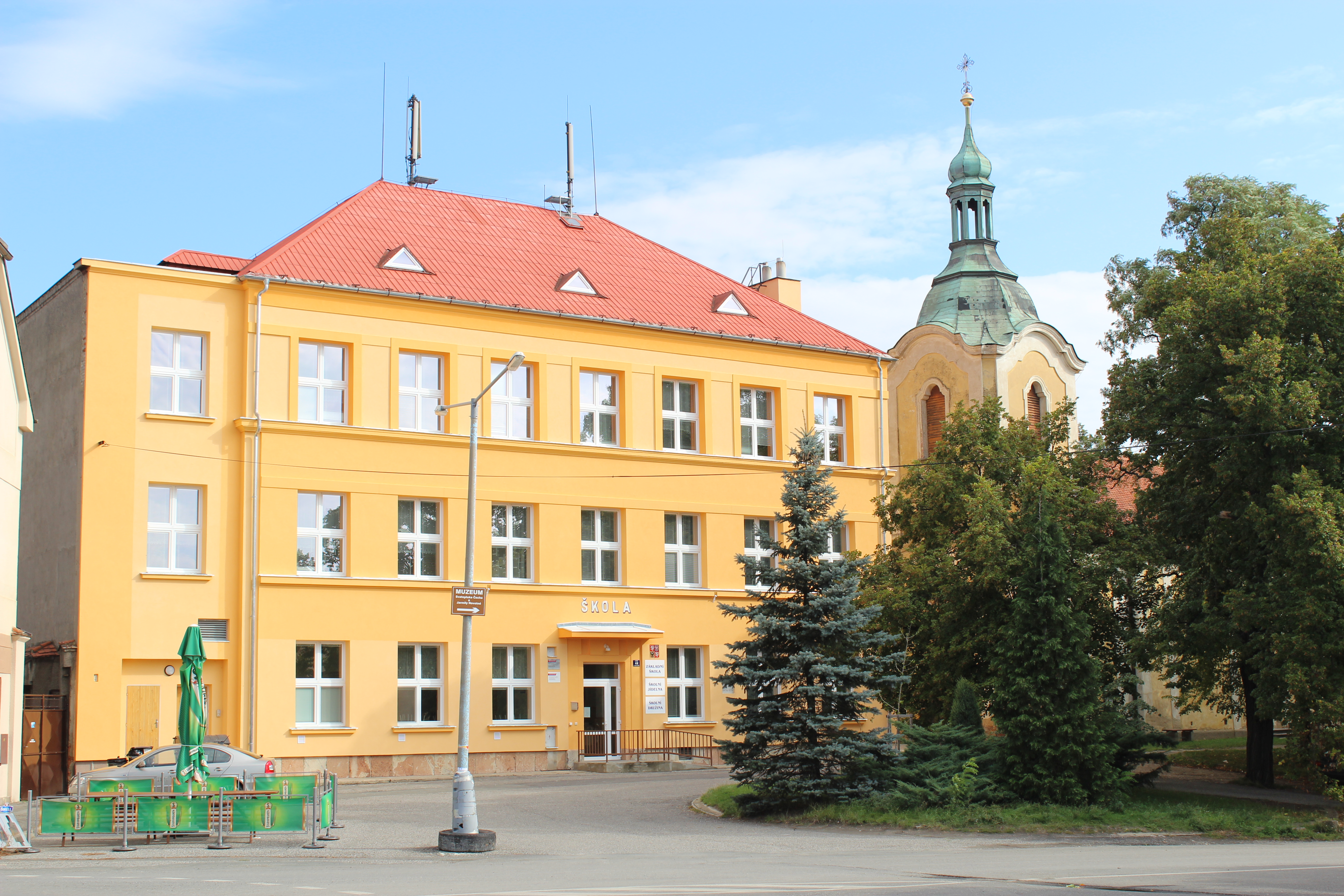
Základní škola Františka Josefa Řezáče Liteň na místě původní fary

### V Litni se narodili a žili

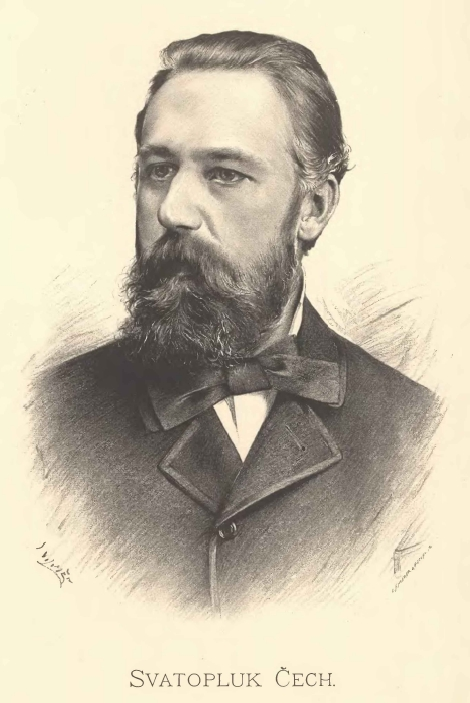
Svatopluk Čech
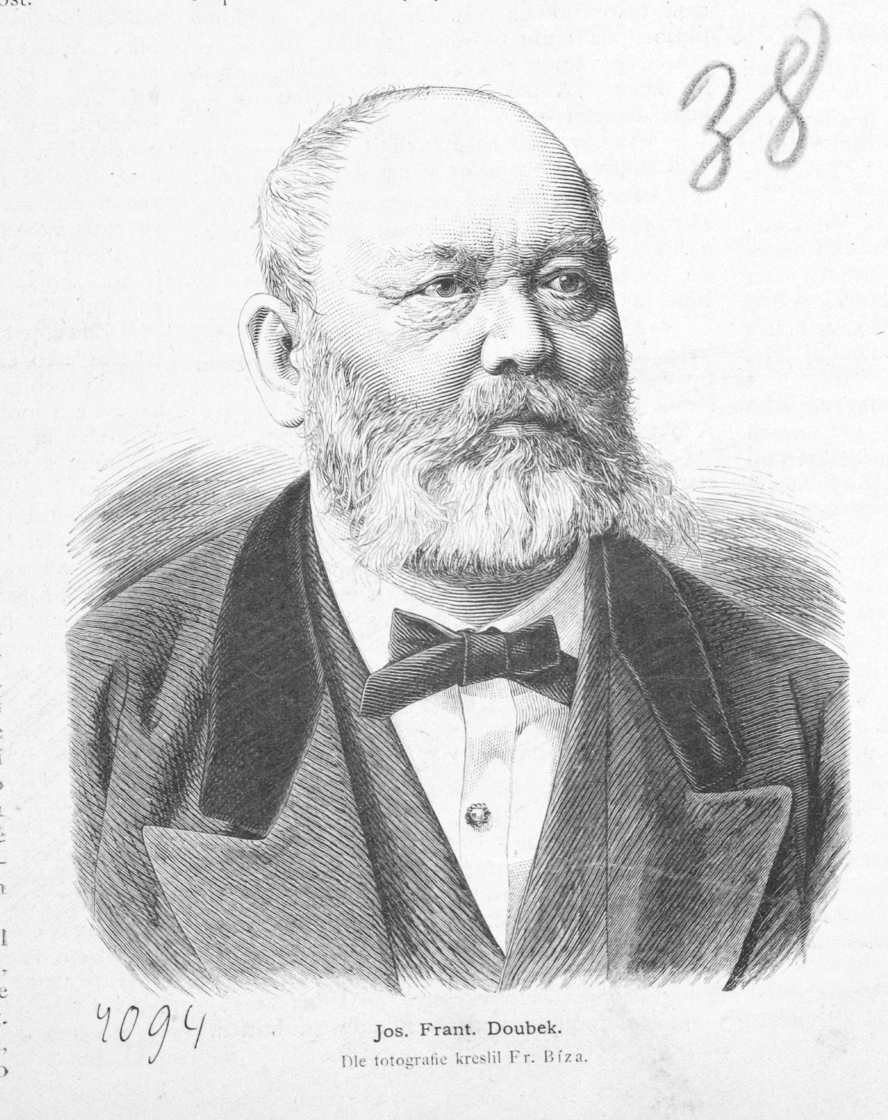
Josef František Daubek
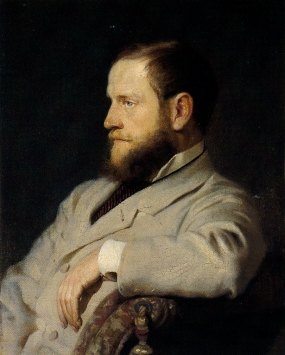
Josef Šebestián Daubek
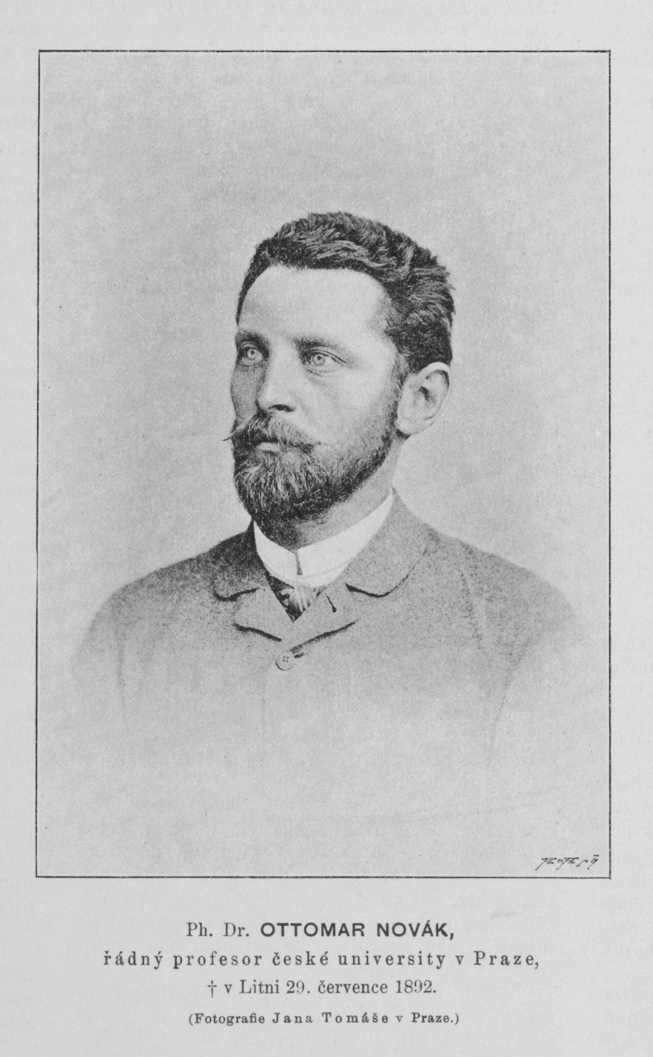
Otomar Pravoslav Novák
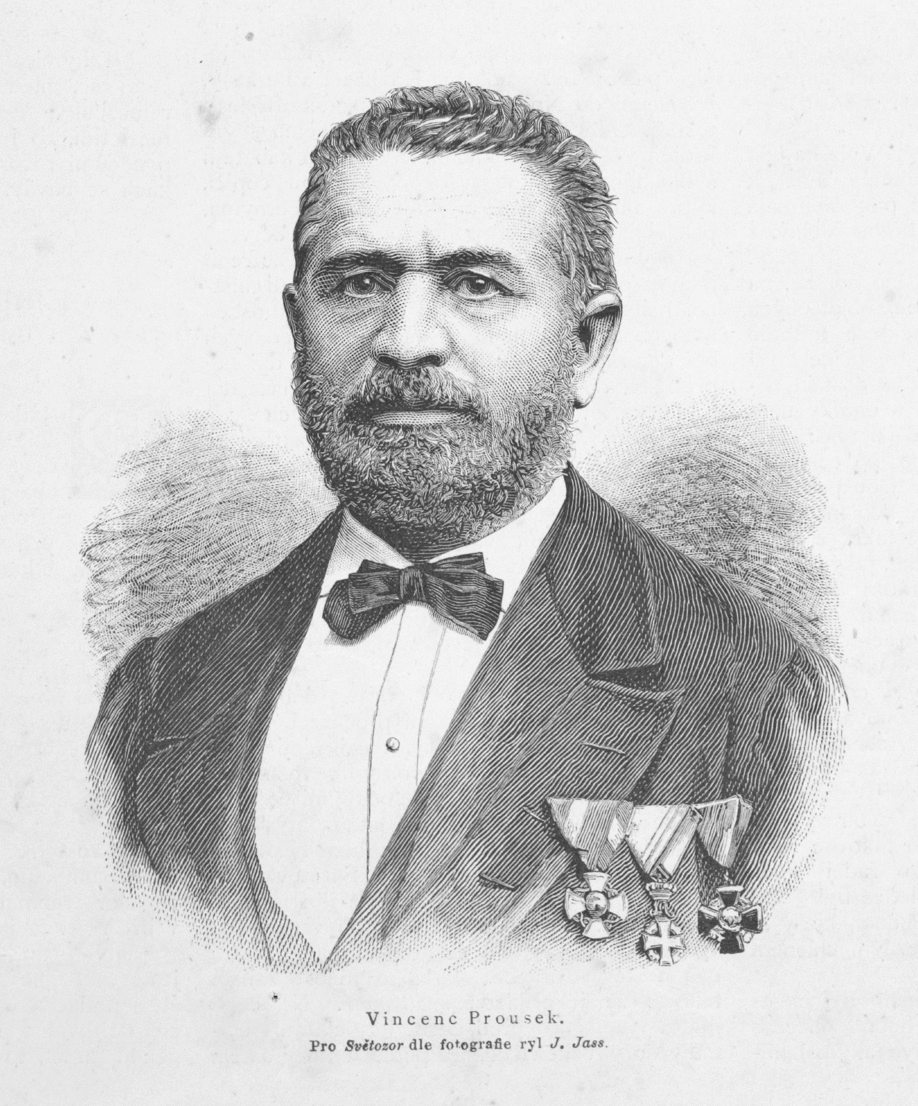
Vincenc Prousek
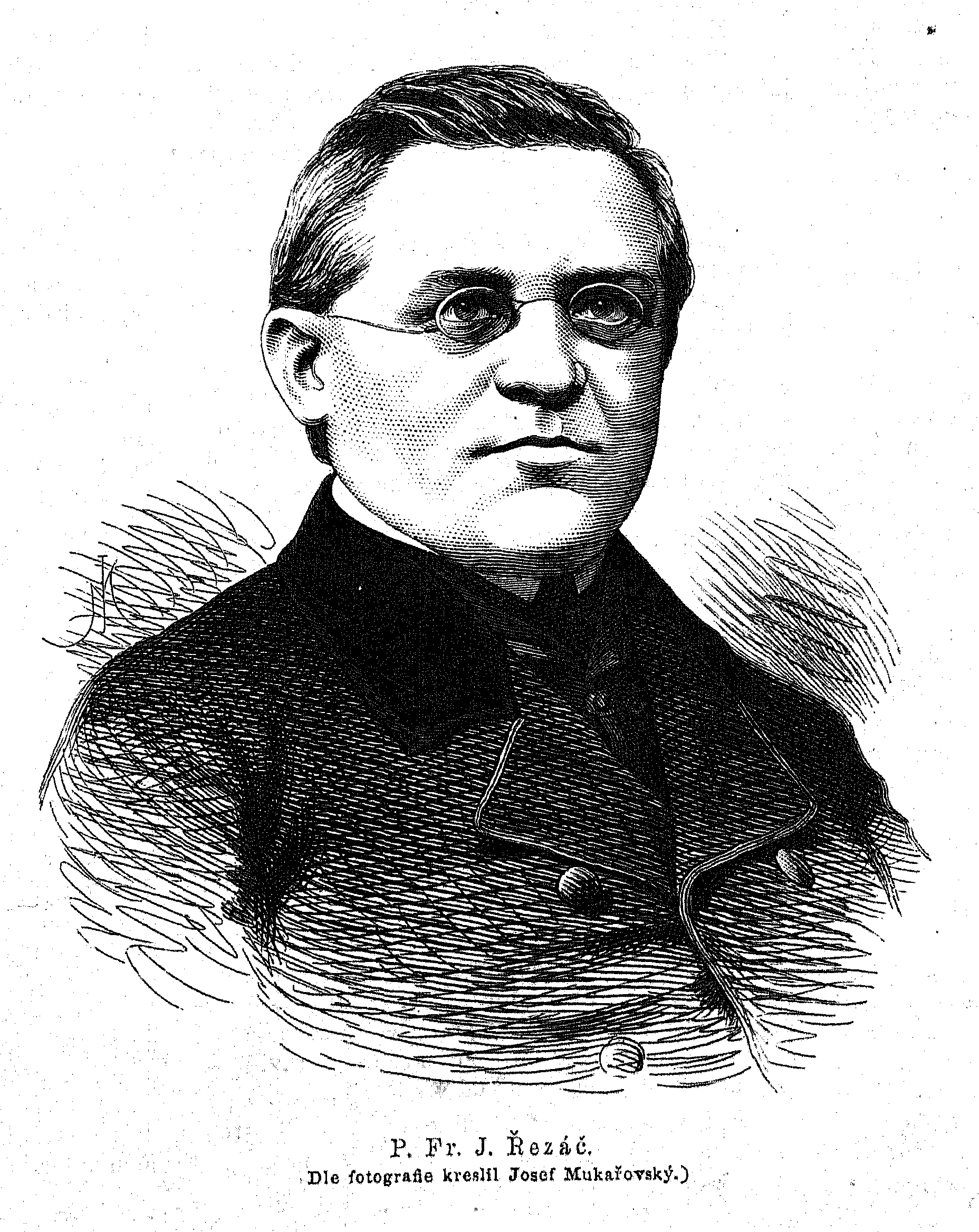
František Josef Řezáč
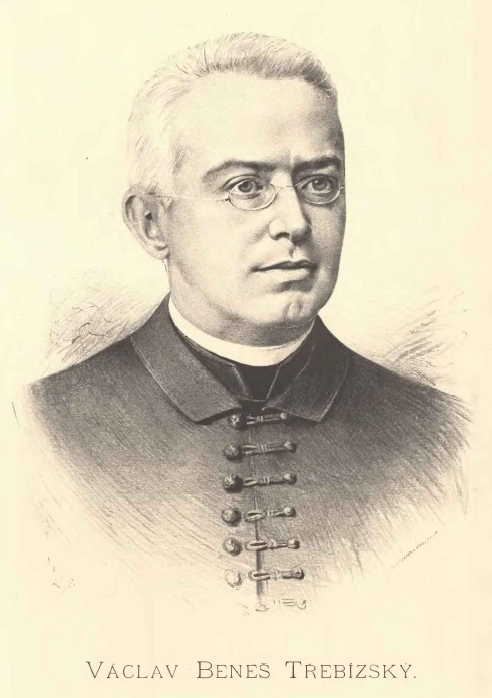
Václav Beneš Třebízský

### Pamětní desky a pamětní místa osobností spojených s Litní

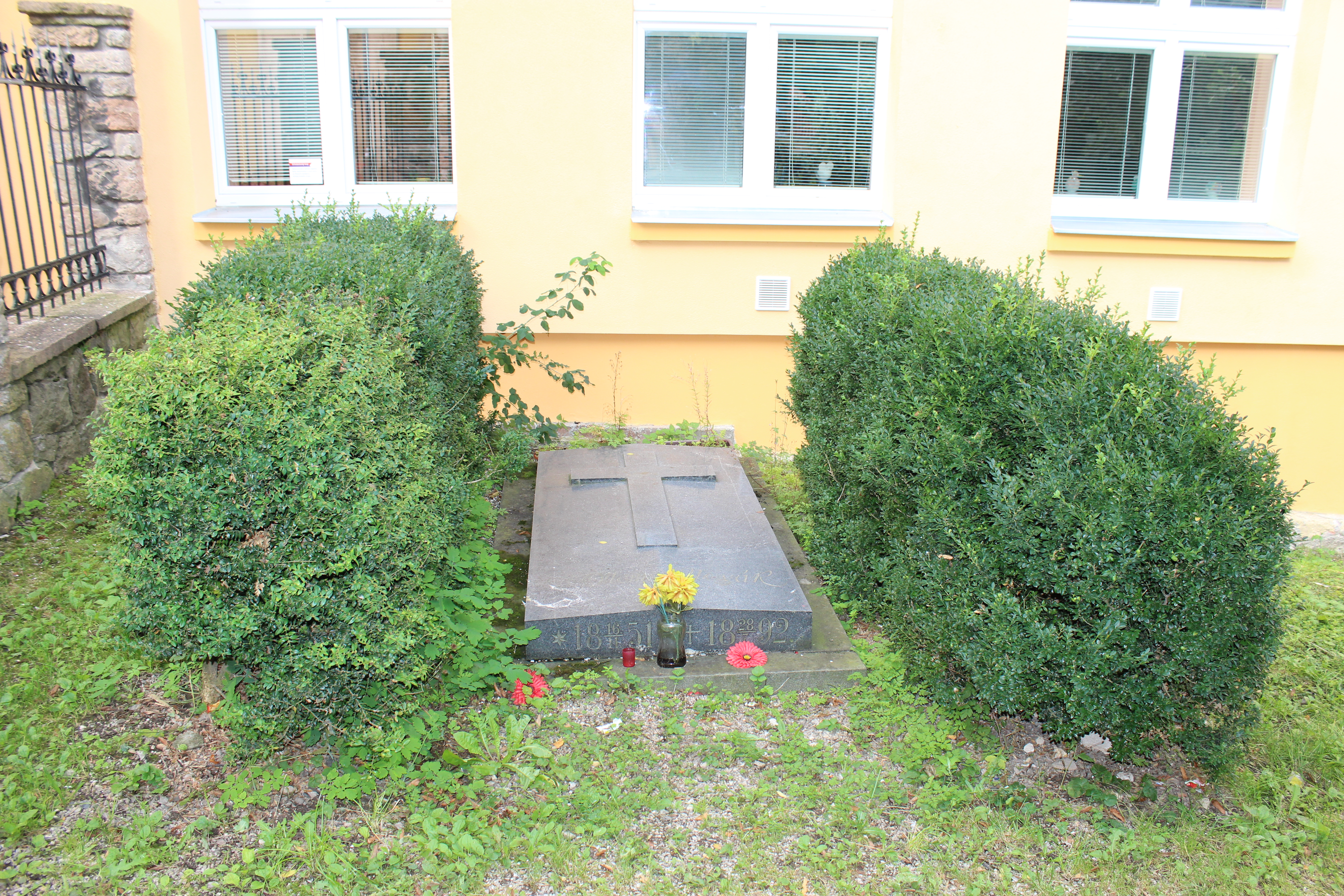
Hrob paleontologa prof. Otomara .P. Nováka u zdi liteňské školy
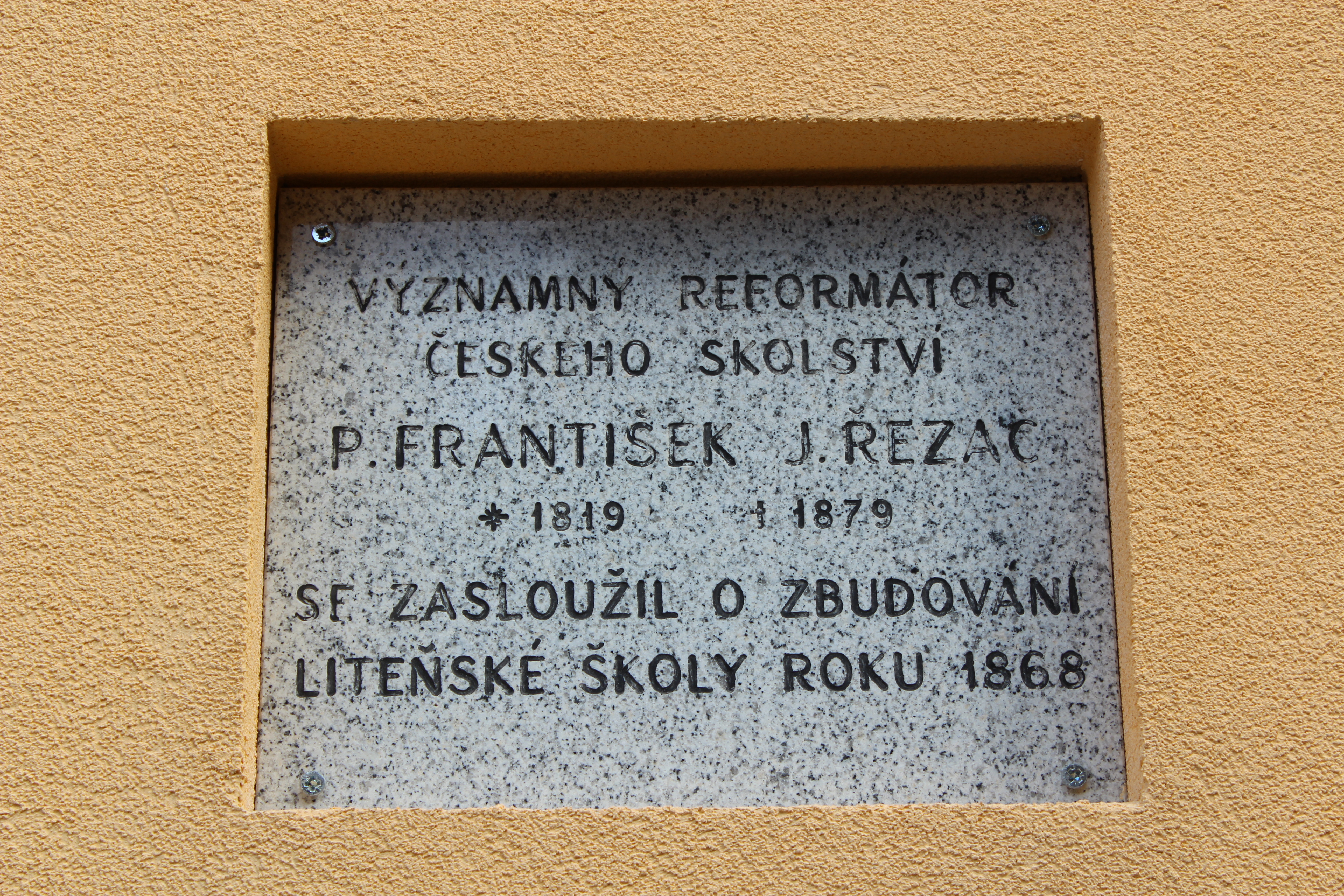
Pamětní deska Františka Josefa Řezáče u vchodu Základní školy v Litni.
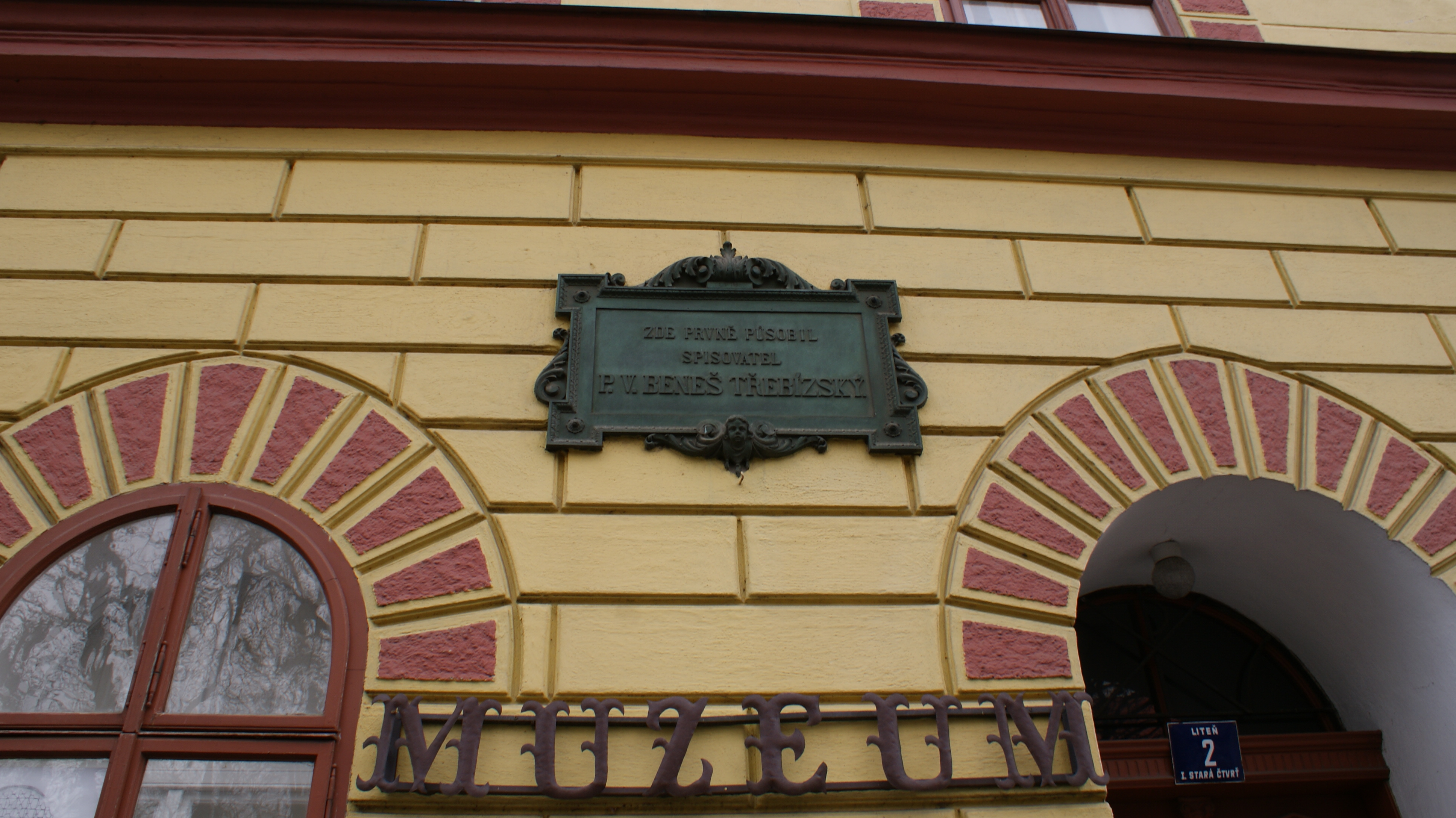
Pamětní deska V. B. Třebízského na bývalé faře
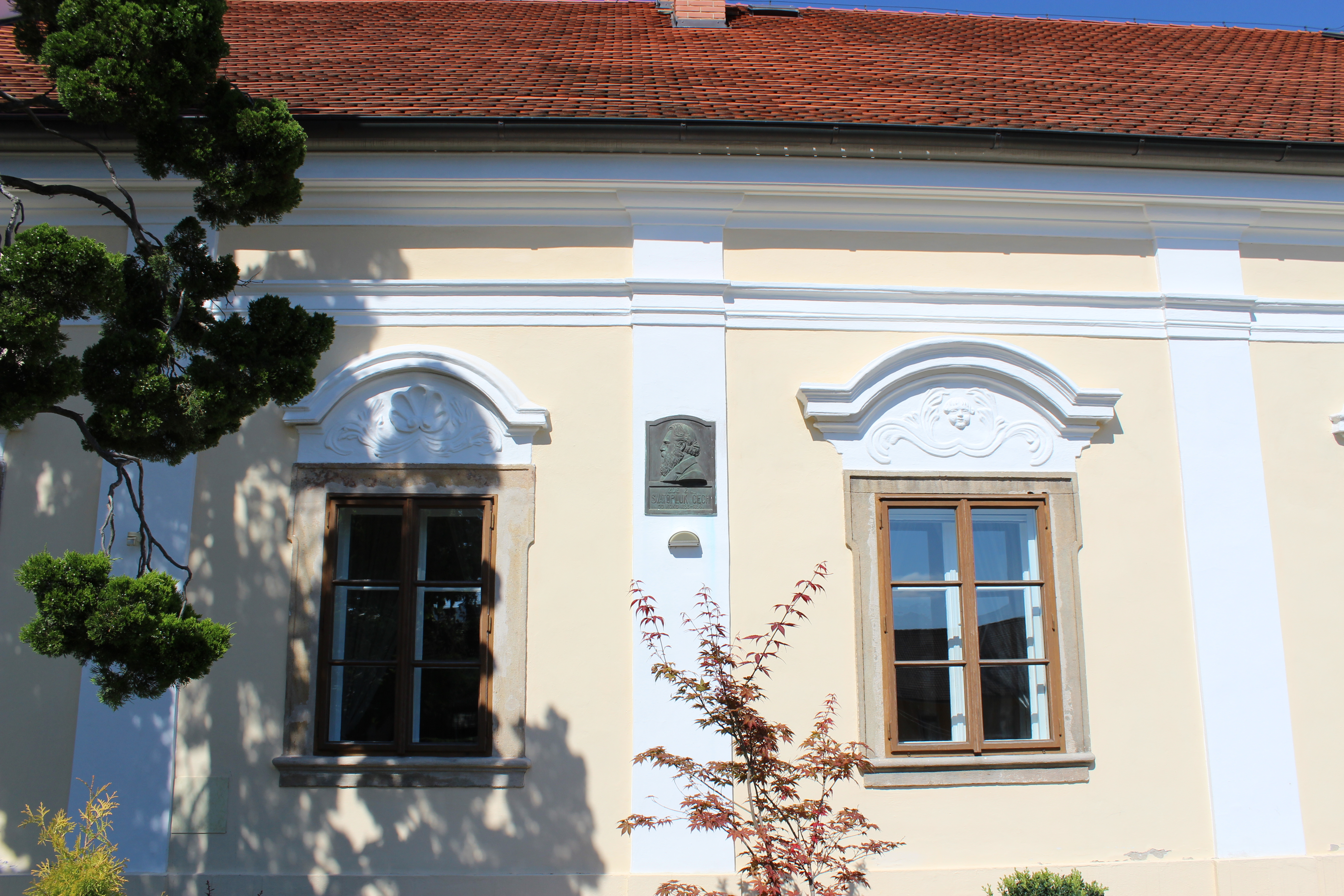
Pamětní deska Svatopluka Čecha na "Čechovně"
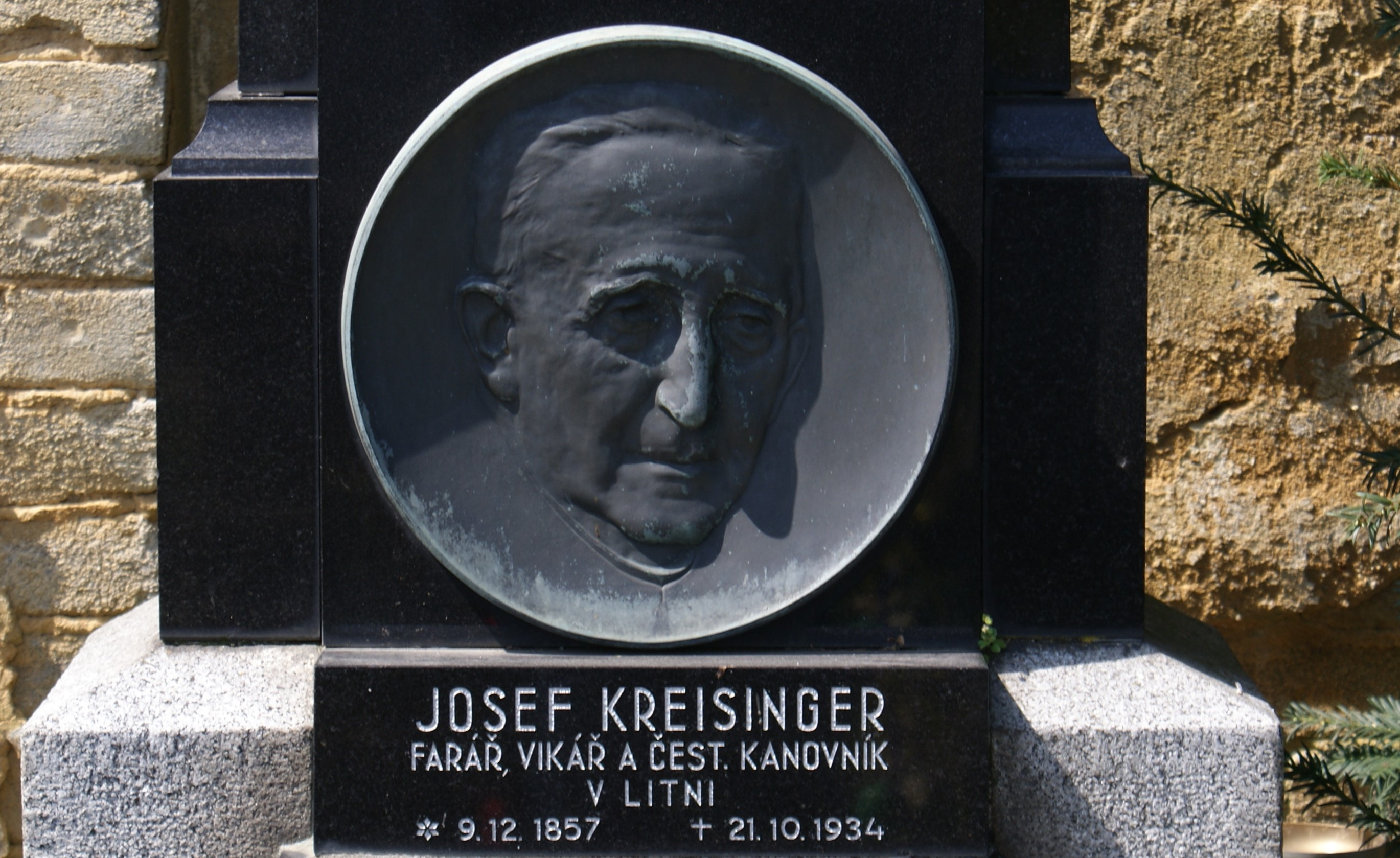
Náhrobek s reliéfem Josefa Kreisingera na hřbitově v Litni
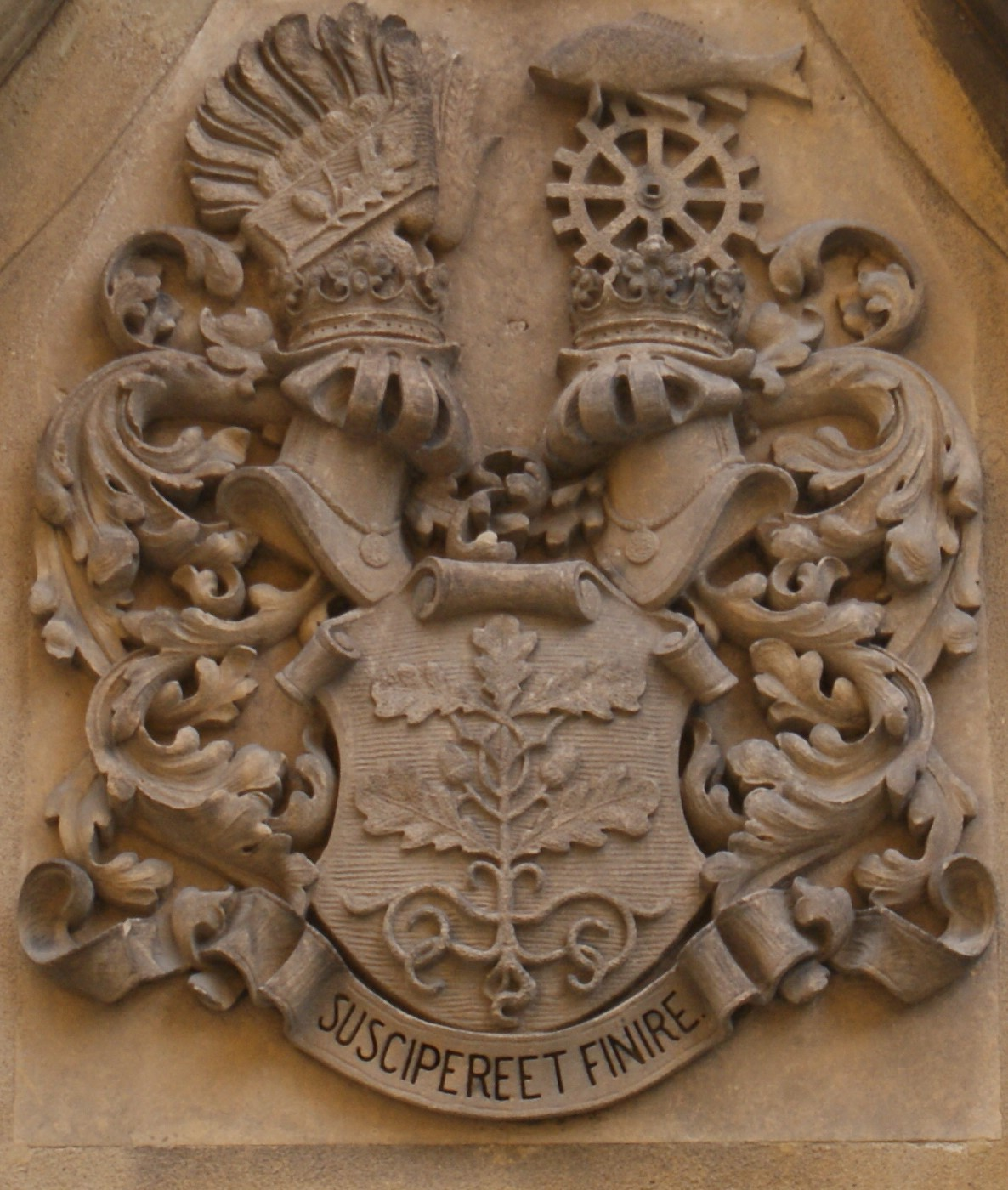
Erb rodu Daubků na kostele sv. Petra a Pavla připomíná finanční podporu oprav kostela

### V Litni tvořili

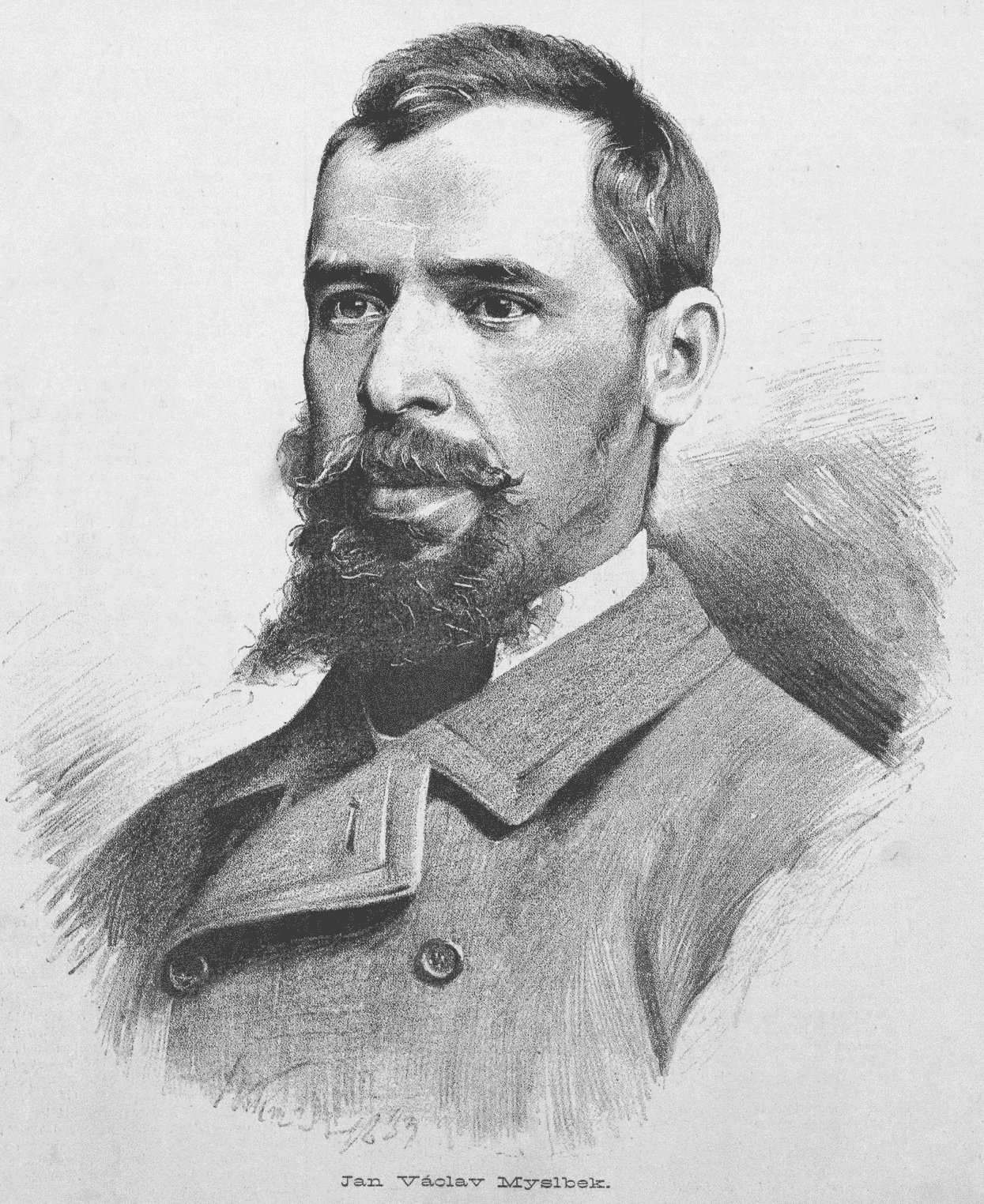
Josef Václav Myslbek
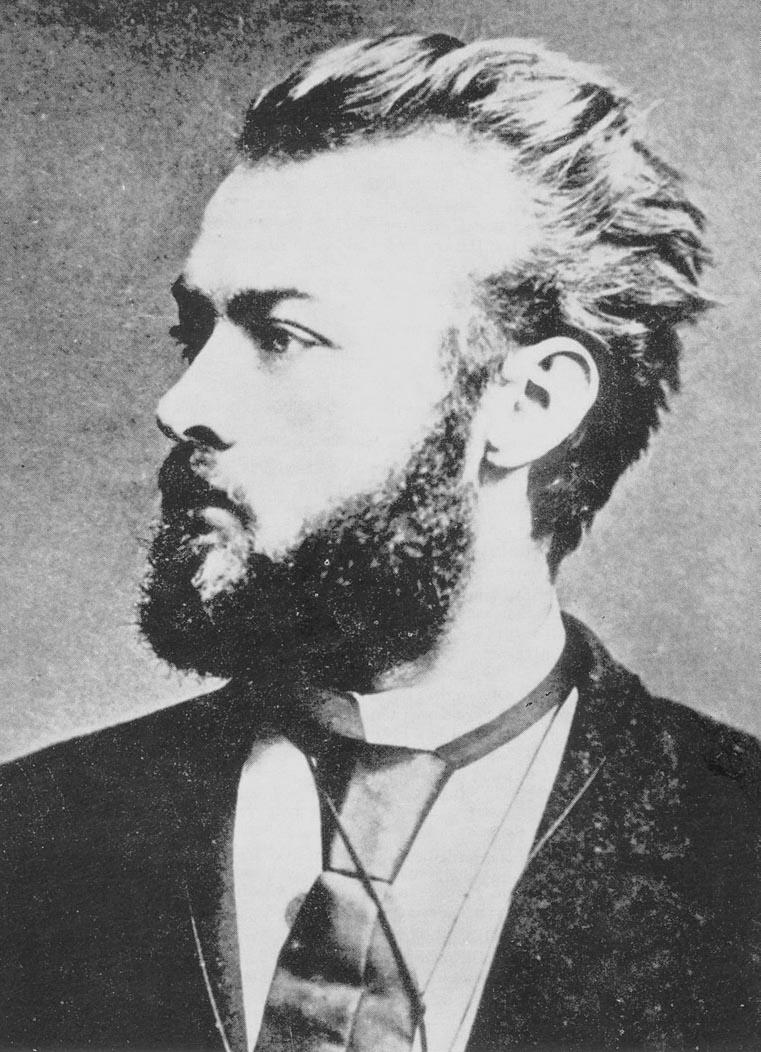
Maxmilian Pirner
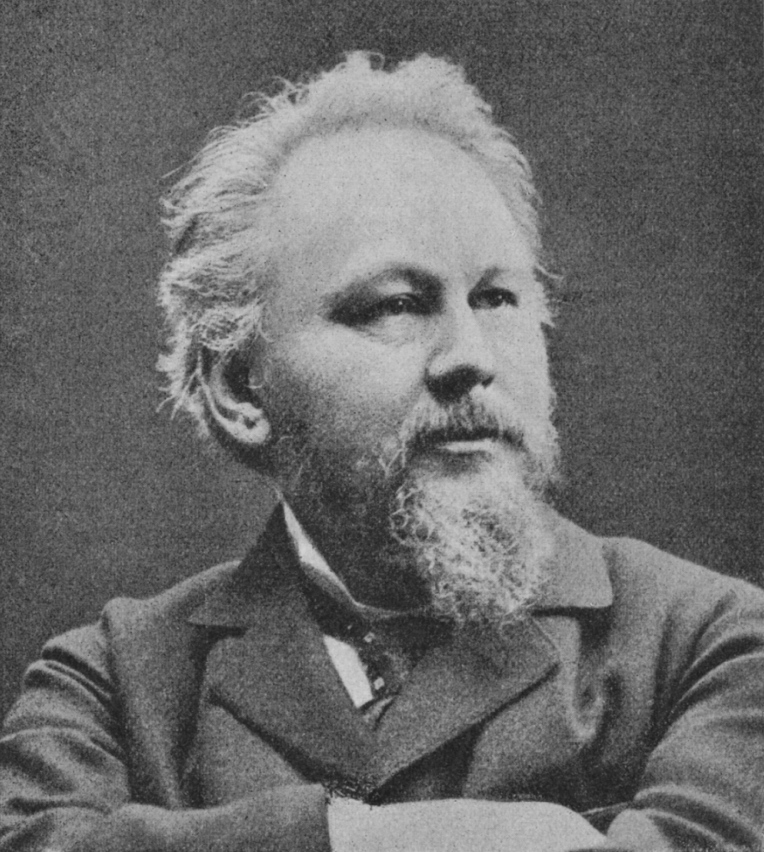
Antonín Wiehl
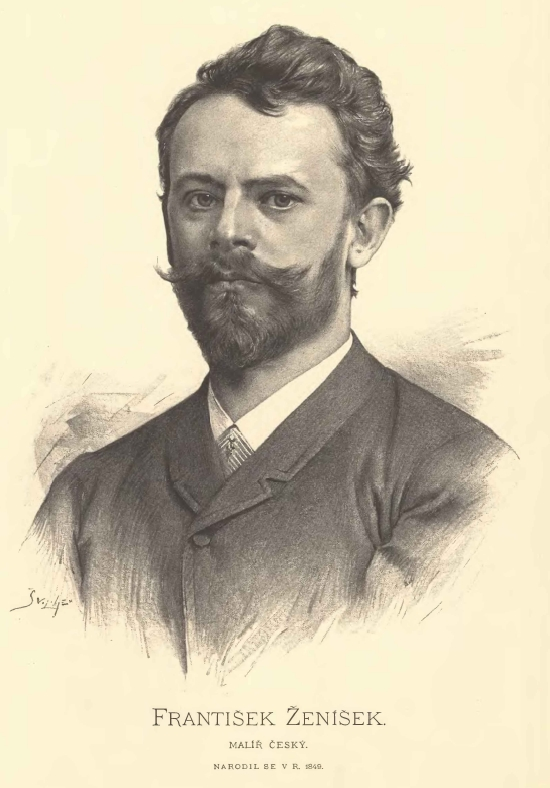
František Ženíšek
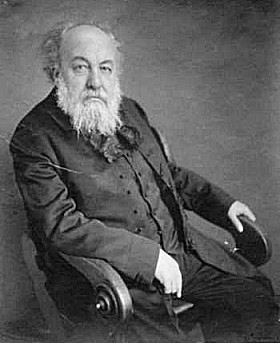
Mikoláš Aleš
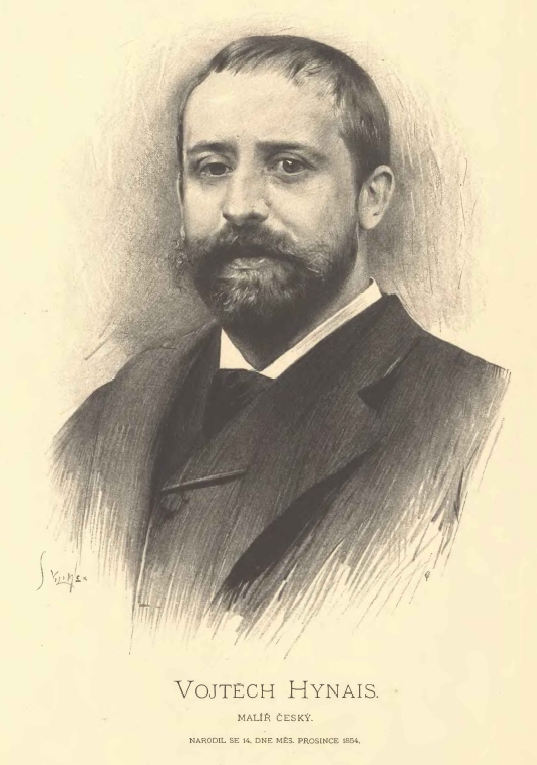
Vojtěch Hynais
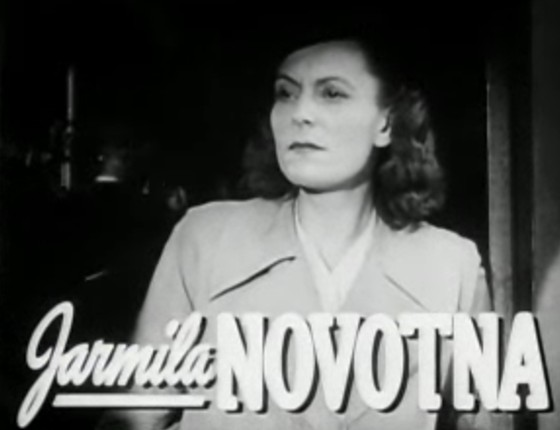
Jarmila Novotná